# Thābit ibn Qurra
Abū l-Ḥasan Thābit ibn Qurra' ibn Marwān al-Sābiʿ al-Harrānī (in arabo ثابت بن قرة بن مروان‎?; Harran, 826 – Baghdad, 901) è stato un matematico e astronomo siro, di religione mandea, noto nell'Occidente medievale come Thebit o Tebizio.

## Biografia
Originario dell'alta valle dell'Eufrate, apparteneva alla comunità Sabea di religione mandea. Thābit ibn Qurra' parlava come lingua natia l'aramaico che, nella sua variante occidentale, viene definita siriaco.

Anche suo figlio Sinan ibn Thabit, fu matematico e astronomo, oltre che medico.
Inizialmente svolse la professione di cambiavalute (sarrāf) ma la sua vita cambiò radicalmente quando incontrò Muḥammad bin Mūsā, il più anziano dei celebri Banū Mūsā, una famiglia di matematici attiva a Bassora. Muḥammad infatti intuì subito che, dietro la sua abilità aritmetica, si celava uno spiccato talento matematico e lo convinse a dedicarsi a questi studi. Lo portò quindi con sé a Baghdad e lo fece suo allievo. Thābit ibn Qurra' studiò matematica (hiṣāb), astronomia (ʿilm al-falak) e filosofia (falsafa).
L'arabo divenne la sua seconda lingua, che usò per scrivere tutte le sue opere. Famoso per i suoi trattati di meccanica, astronomia, matematica pura e geometria, Thābit ibn Qurra' fu pioniere dell'algebra geometrica e propose teorie che portarono allo sviluppo della geometria non-euclidea, della trigonometria sferica, del calcolo integrale e della teoria dei numeri reali. Studiò alcune sezioni coniche (parabola ed ellisse), il calcolo integrale (algoritmi per il calcolo delle superficie e volumi dei solidi) e la statica.
Scrisse l'Opuscolo sui numeri amicabili e compose una Esposizione concisa della "Metafisica" di Aristotele. La copia più antica degli Elementi di Euclide risale al IX secolo, e Thābit ibn Qurra' ne fece una nuova traduzione pochi decenni più tardi.
Mentre Euclide aveva lasciato del tutto da parte i numeri amicabili, Thābit ibn Qurra', stabilendo le condizioni che consentono d'individuare le coppie di numeri amicabili, diede la dimostrazione di quello che sarebbe divenuto il grande teorema sull'argomento. I greci conoscevano una sola coppia di numeri amicabili, cioè il 220 e il 284; i matematici arabi, dal canto loro, ne scopriranno altre, tra cui 17296 e 18416 (nota col nome di coppia di Fermat perché Pierre de Fermat la riscoprì parecchi secoli più tardi), e la coppia 9 363 584, 9 437 056 (conosciuta sotto il nome di coppia di Cartesio, perché Cartesio la riscoprì alcuni secoli dopo).
Tradusse uno studio di Archimede per la costruzione di un ettagono regolare. Lavorò alla teoria dei numeri ed estese il loro uso per descrivere le proporzioni tra elementi geometrici. Secondo Copernico Thābit determinò la lunghezza dell'anno sidereo in 365 giorni, 6 ore, 9 minuti e 12 secondi, sbagliando di appena tre secondi.

Solo alcune delle sue opere si sono conservate nella forma originale. 

## L'attività di traduzione
La sua conoscenza del greco antico e la curiosità scientifica lo indussero a tradurre, in tutto o in parte, varie opere dei matematici greci. 
Tra esse si ricordano: 
1. Le sfere e il cilindro, di Archimede;
2. Libri V-VII delle Coniche di Apollonio di Perga (il cui originale è andato perduto);
3. Introduzione all'aritmetica di Nicomaco di Gerasa.

Rivedette inoltre varie traduzioni mal fatte da altri, tra cui gli Elementi di Euclide e l'Almagesto di Claudio Tolomeo.